# Astropecten petalodea
Astropecten petalodea är en sjöstjärneart som beskrevs av Anders Jahan Retzius 1805. Astropecten petalodea ingår i släktet Astropecten och familjen kamsjöstjärnor. Inga underarter finns listade i Catalogue of Life.